# Полония (аллегория)

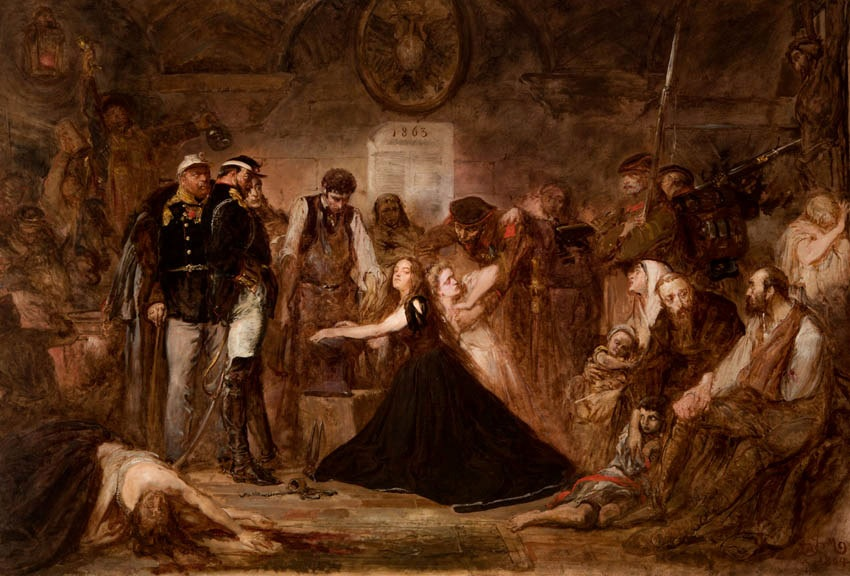
Ян Матейко «Полония», Национальный музей в Кракове. Картина символизирует поражение польского восстания 1863 года. Польша изображена в виде женщины, на которую надевает наручники кузнец под надзором русских военнослужащих. Польшу окружают поляки, ожидающие ссылки в Сибирь. За спиной Польши находится Литва, ожидающая своей очереди

Полония (лат. Polonia) — неофициальная национальная персонификация Польши, компонент польской национальной идентификации, который получил отражение в литературе, произведениях искусства и массовой культуре. Термин произошёл от латинского названия Польши (Polonia) и употребляется также в отношении к польской диаспоре.
Впервые термин «Полония» появился в 1564 году в сочинении Станислава Ореховского «Quincunx to jest wzór Korony Polskiej na cynku wystawiony» как персонификация Польского королевства. В этом сочинении Полония изображалась в виде женщины, стоящей на плечах Римского папы и польского короля. Символическое изображение Польши в виде женщины окончательно оформилось в XIX веке по аналогии с подобными изображениями Германии, Гельвеции, России, Британии и Гибернии.
В произведениях искусства и в литературе Полония изображалась в контексте польской истории.

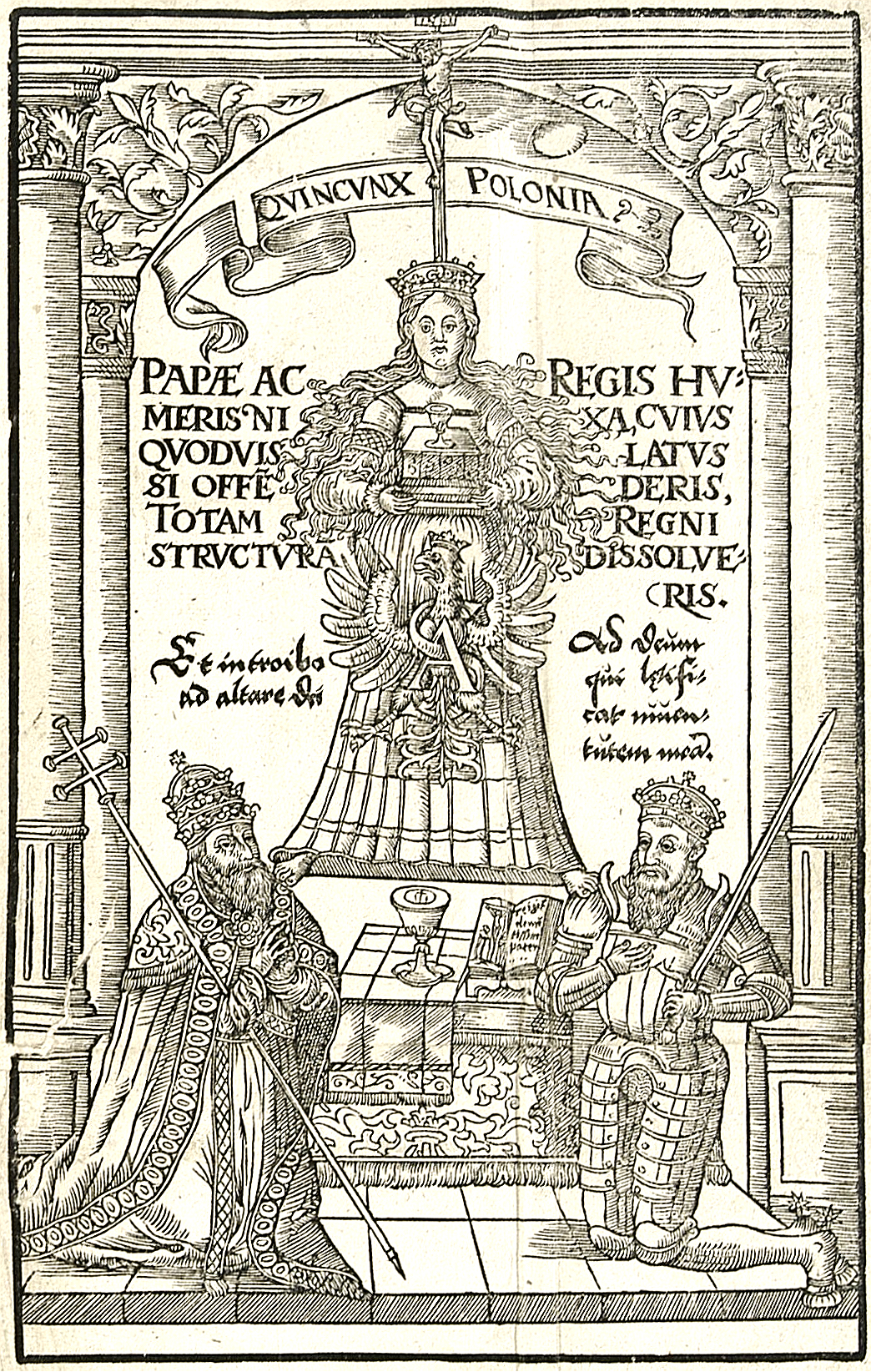
Первое изображение Полонии в «Quincunx to jest wzór Korony Polskiej na cynku wystawiony» Станислава Ожеховского
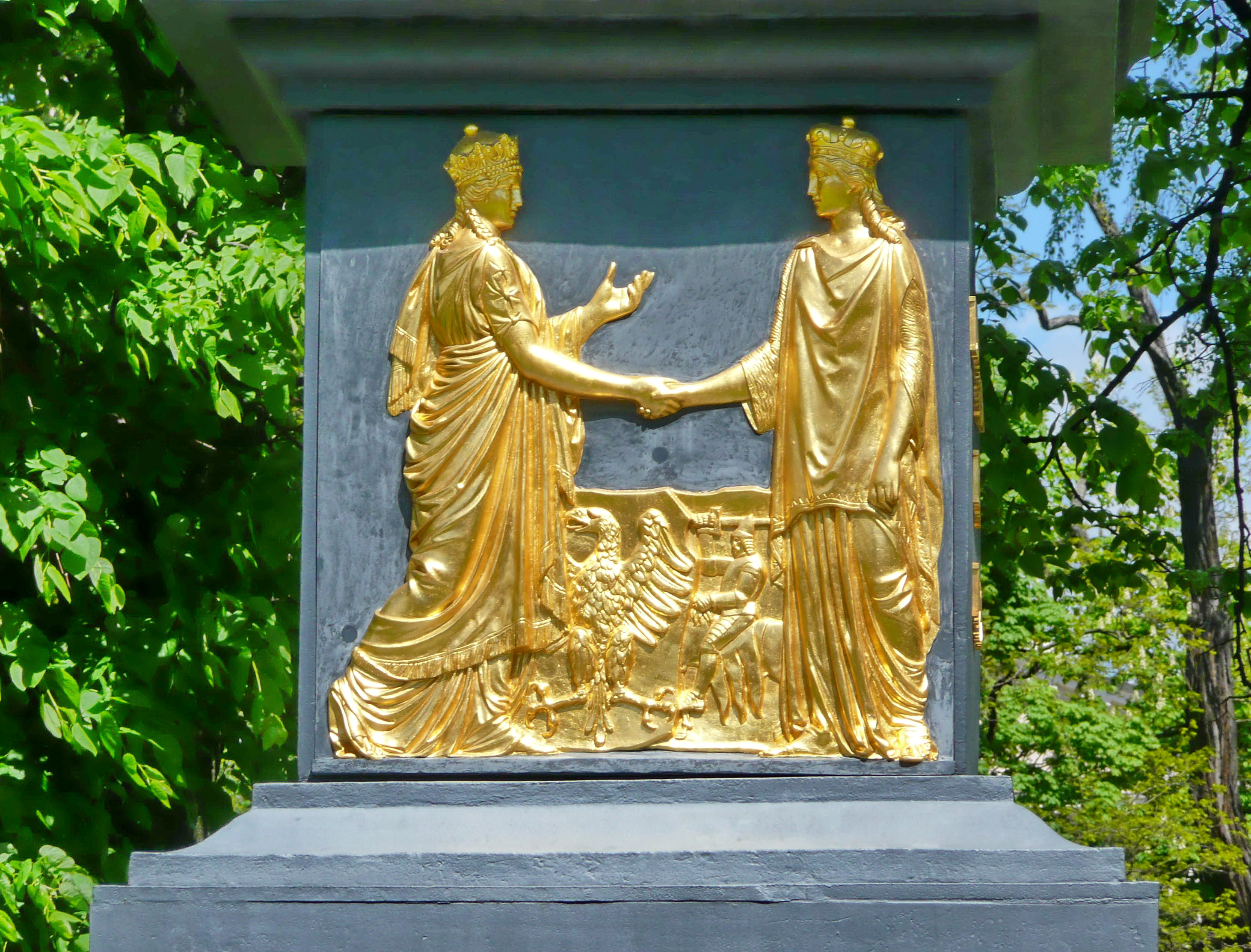
Польша и Литва. Барельеф, изображающий Люблинскую унию
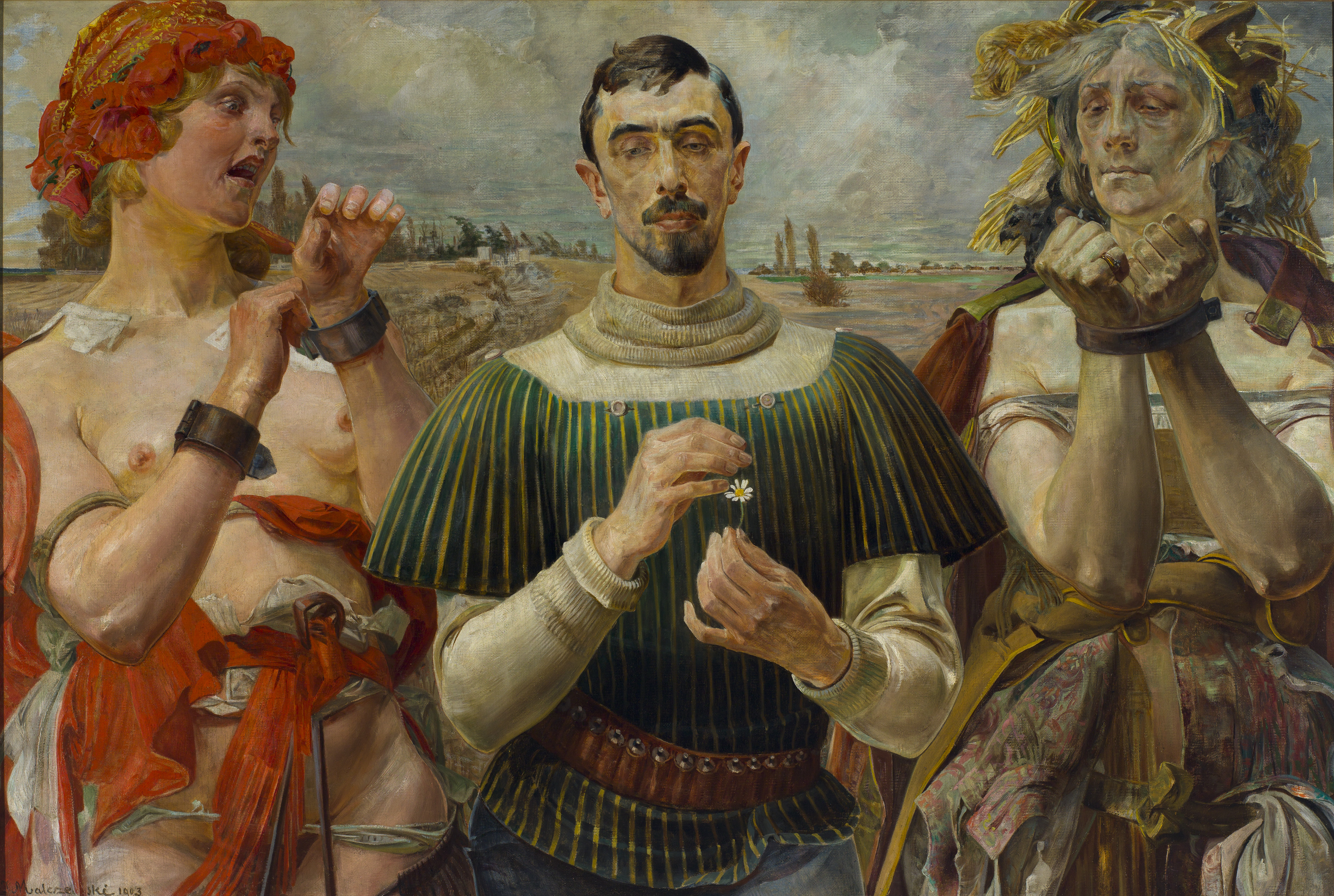
Польский Гамлет, картина представителя Молодой Польши Яцека Мальчевского. Польша изображена в двух видах – старая Польша (справа) и новая Польша (слева).
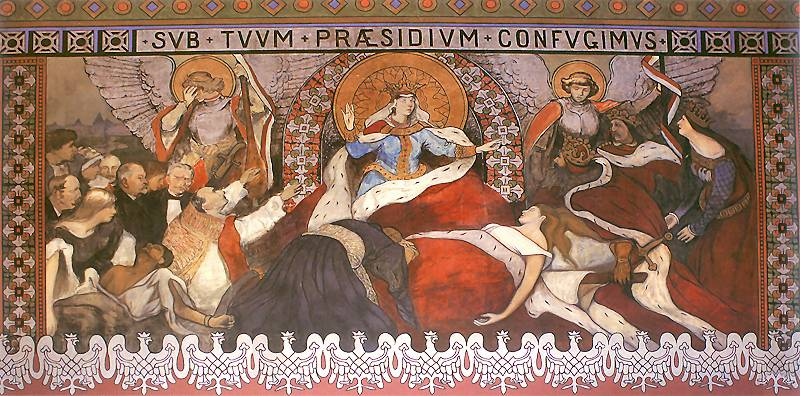
В. Тетмайер - Аллегория умершей Польши (1895)